# Oosterendstraat
Oosterendstraat is een straat in Amsterdam-Noord, Waterlandpleinbuurt.

## Geschiedenis en ligging
De straat kreeg haar naam per raadsbesluit van 30 oktober 1963; ze werd daarbij vernoemd naar het dorp Oosterend op Texel. De straat ligt in een gebied dat uitgerold werd in het kader van het Algemeen Uitbreidingsplan van Cor van Eesteren, maar dan niet in Amsterdam Nieuw-West maar in Noord. In de Markengouwbuurt werden rond 1967 meer dan 250 portiekwoningen gebouwd volgens de opzet, die ook in Nieuw-West en Buitenveldert te vinden is. Haakvormige laagbouwflats vouwen zich rond een plantsoentje met speelplaats, zodat ouders vanaf het balkon hun kinderen permanent in het zicht hadden, een inbreng van Ko Mulder. 
De straat kreeg alleen even huisnummers die oplopen van 2 tot en met 176; de nummering gaat na een renovatie per appartement. De huizen als deel van 274 woningen zijn ontworpen door architectenduo  J. Kromhout en J. Groet, die soortgelijke woningen ontwierpen voor Nieuw-West en Buitenveldert. Ze bestaan uit een plint met garageboxen en vier woonlagen. Er werden toen talloze van dit soort complexen gebouwd, een deel werd daarvan rond 2000 weer afgebroken; de woningen werden te klein en voldeden niet meer aan de eisen. Dit blok tussen de Waalenburgsingel en Markengouw bleef bewaard.
Zoals gebruikelijk kwamen er in het plantsoentje speelobjecten voor kinderen; een deel daarvan naar ontwerp van Aldo van Eyck. Oorspronkelijk was er naar zijn ontwerp een zandbak en drie hexagonale torens neergezet. Een speelveldje voor balspel lag daartussen.
De onderdoorgang Oosterendstraat richting Westerduinenstraat is voorzien van een muurschildering; kunstenaar onbekend.

## Afbeeldingen

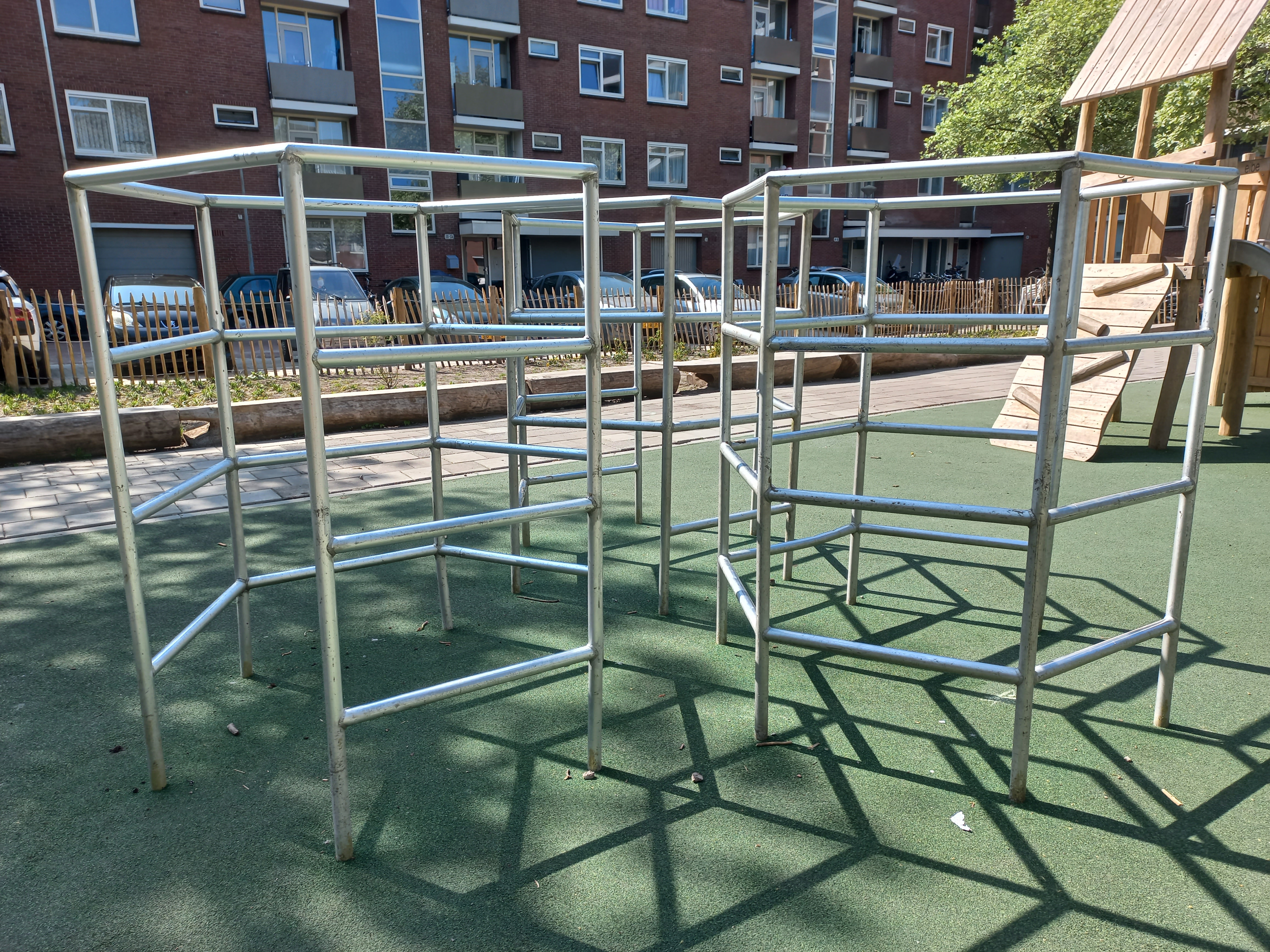
Hexagonale klimtorens (mei 2022)
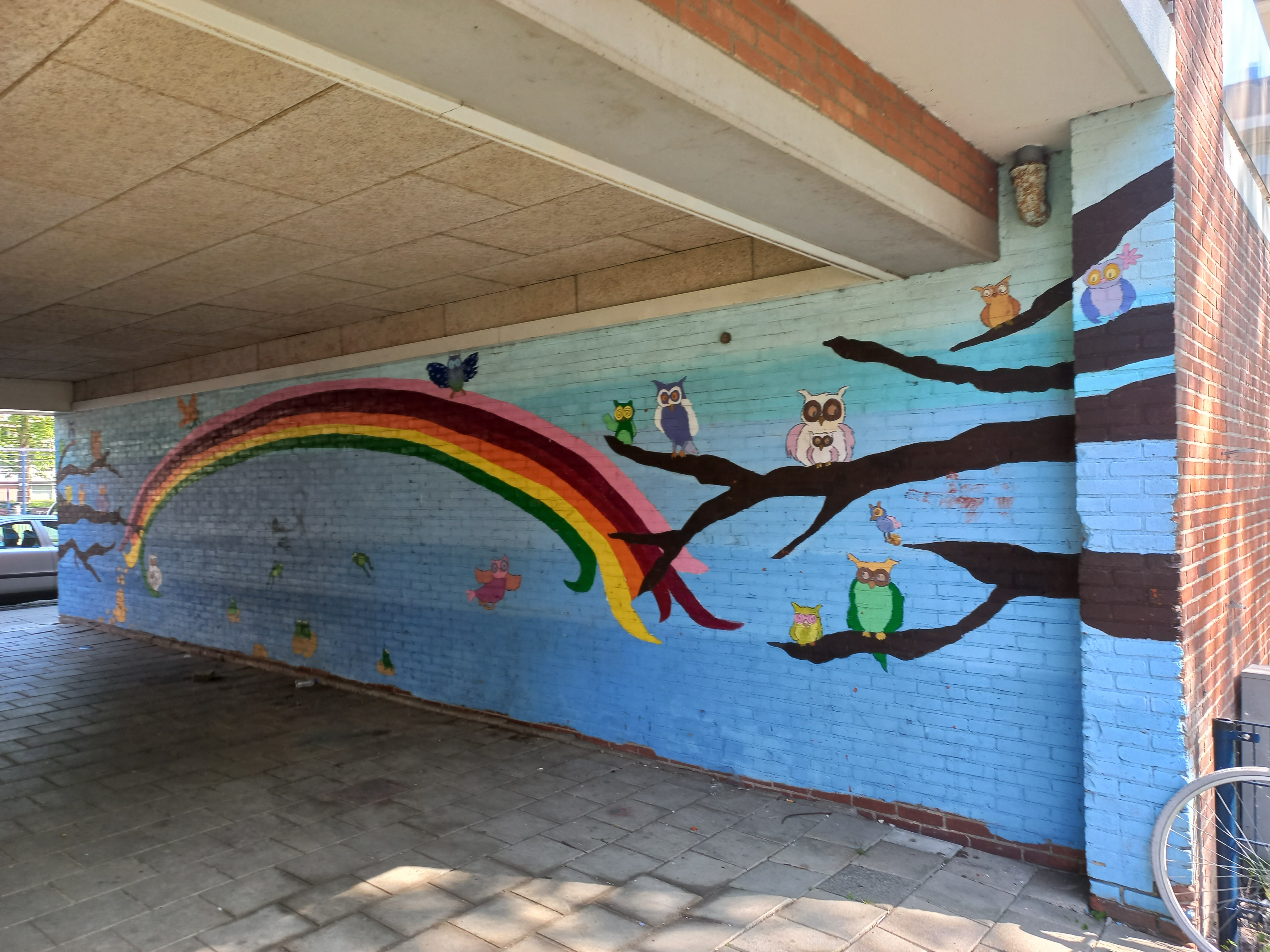
Muurschildering (mei 2022)